# Giáo hoàng Grêgôriô XII
Grêgôriô XII (Latinh: Gregorius XII) là vị giáo hoàng thứ 205 của Giáo hội Công giáo. Theo niên giám tòa thánh năm 1806 thì ông đắc cử Giáo hoàng năm 1406 và ở ngôi Giáo hoàng trong 2 năm 7 tháng 4 ngày.
Niên giám tòa thánh năm 2003 xác định ông đắc cử Giáo hoàng ngày 30 tháng 11 năm 1406, ngày khai mạc chức vụ mục tử đoàn chiên Chúa là ngày 19 tháng 12 năm 1406 và ngày kết thúc triều đại của ông là ngày 4 tháng 7 năm 1415.
Giáo hoàng Gregorius XII sinh ngày 13 tháng 5 năm 1326 tại Venice với tên thật là Angelo Correr hay Corrare.

## Vấn đề ly giáo
Đây là thời kỳ buồn thảm nhất của cuộc ly giáo Tây Phương vì cùng lúc có ba thẩm quyền Giáo hoàng: Roma, Avignon và Pisa. Năm 1407, cả hai bên theo đề nghị của vua Charles VI (1380-1422) nước Pháp, là sẽ đến Savona để cùng nhau tìm biện pháp hòa giải. Ngày 24.9.1407, Benedictus XIII đến Savona, nhưng Gregorius XII không tới vì sợ đối phương có âm mưu và đề nghị họp ở Port-Vendres. Cuộc ly khai vì thế vẫn tiếp tục. 

### Công đồng Pisa
Các vua chúa và hồng y thấy thế, lên tiếng tố cáo cả hai Giáo hoàng thiếu thiện chí, và nhất định tự giải quyết lấy. Hồng y đoàn ở Roma bỏ Gregorius XII, hồng y đoàn ở Avignon cũng bỏ Benedictus XIII, rồi cả hai hội lại ở Pisa, tuyên bố: không Giáo hoàng thì Hồng y đoàn cai trị Giáo hội và để chấm dứt ly khai cần phải có đại công đồng. Đây là lần thứ nhất các hồng y đứng ra triệu tập công đồng. Từ đó phát sinh chủ thuyết Đại công đồng trên Giáo hoàng.
Trong khi ấy, từ ngày 2 đến 5.7.1408, Gregorius XII họp công đồng tại Aquilea, và để đủ số hồng y ngài đặt thêm nhiều vị mới, trong đó có nhiều người là cháu ông. Ngày 7.11.1408, Benedictus XIII cũng họp công đồng ở Perpignan.
Công đồng do các hồng y triệu tập tại Pisa ngày 28 tháng 3 năm 1409, có sự tham dự của 24 hồng y, 80 Giám mục và 102 đại diện các Giám mục vắng mặt, 87 đan viện phụ và 200 đại diện các đan viện phụ vắng mặt, bề trên các dòng Đa minh, Phan sinh, Cát minh, Âu tinh, đại diện các đại học và vua chúa, 300 nhà thần học và giáo luật. Đức hồng y Guido malesset, do đức Gregorius XI đặt lên từ năm 1375,chủ tọa công đồng.
Ngay từ những phiên họp đầu, công đồng đã nói đến hai vị Giáo hoàng và kết án các ngài cố chấp. Trong phiên họp thứ 8 (10.10) các nghị phụ tuyên bố công đồng Pisa là đại công đồng có quyền tối thượng trong Giáo hội, trên cả Giáo hoàng. Trong phiên họp 15 (5.6), công đồng kết án Benedict XIII và Gregorius XII là "bè phái, rối đạo công khai và bội ước" và là những gương xấu cho cả Giáo hội. Để phản ứng việc này, đức Benedict XIII đặt thêm 12 hồng y mới.
Ngày 26.6.1409, các hồng y bầu đức hồng y Pietro Philarghi dòng Phan sinh, quê ở Candia đảo Creta, làm Giáo hoàng với tước Alexander V. Alexander V lên ngôi ngày 7.7 và chủ tọa các phiên họp chót của công đồng Pisa. Cuộc ly khai bước sang giai đoạn thê thảm khi Giáo hội một lúc có ba Giáo hoàng: Gregorius XII ở Roma, Benedictus XIII ở Avignon và Alexander V lập giáo triểu ở Bolonia. Hai vị thứ nhất lên tiếng phản đối và phủ nhận công đồng Pisa. Nhưng hầu hết giáo dân tây phương nhất là ở Pháp, Anh, Bồ Đào Nha, Bohemia, Đức, Ý đều nhìn nhận Alexander V và mong cuộc ly khai sẽ chấm dứt.
Khi Gregorius XII vì lý do chiến tranh bắt buộc phải rời khỏi giáo đô, thì Rôma thuộc quyền Alexander V. Ngày 3.5.1410 Alexander V từ trần tại Bolonia. Ngày 17.5, 17 các hồng y chọn đức Balthasar Cosa, người thành Napoli, lên ngôi Giáo hoàng hiệu là Gioan XXIII đóng đô ở Roma. Ông chính thức đăng quang ngày 25.5.1410. Năm 1413, Gioan cũng phải rời bỏ giáo hô cho Ladislas chiếm đóng, đi cầu cứu hoàng đế La-Đức Sigismund (1411-1437).

### Công đồng Constancia
Theo yêu cầu của hoàng đế La-Đức Sigismund, ngày 9.10.1413 Giáo hoàng Gioan XXIII đứng ra triệu tập công đồng Constancia (1414-18) ấn định khai mạc vào ngày lễ các thánh năm 1414.
Ông cũng mời hai Giáo hoàng Gregorius XII và Benedict XIII đến tham dự nhưng hai ông không tới, Riêng Gregorius có lên tiếng sẽ từ chức, nếu cả hai vị kia cũng làm như vậy. Hiện diện tại Công đồng có 29 hồng y, 200 tổng Giám mục và Giám mục, 100 đan viện phụ, 300 nhà thần học và giáo luật, khoảng 8000 giáo sĩ cấp dưới, Hoàng đế Sigismund cùng 1000 lính kỵ mã, nhiều vua chúa, quân công, bá tước cũng có mặt. Thêm vào đó 70.000 giáo dân các nơi cũng kéo về Constancia.
Các phiên họp toàn thể diễn ra trong thánh đường chính tòa Constancia, chương trình nghị sự gồm ba điểm chính: 1) tái lập sự thống nhất trong Giáo hội; 2) chống các dị giáo, kết án John Wiclif và Jan Huss (bản án tử hình đối với Jean Huss năm 1415) 3) cải cách Giáo hội. 
Công đồng chia làm ba giai đoạn: Giai đoạn I, Gioan XXIII ngồi ghế chủ tọa "danh dự" kéo dài từ 16.11.1414 đến phiên họp hạ bệ Gioan XXIII ngày 29.5.1415; giai đoạn II, từ khi Gregorius XII tham dự qua việc cử hai đặc sứ trong phiên họp 14 (4.7.1415) cho đến ngày 11.11.1417, khi Martin V được bầu; Giai đoạn III doMart in V chủ tọa cho đến phiên họp 45 ngày 22.4.1418.
Thấy mình bị bỏ rơi, Gioan XXIII liền bỏ trốn vào buổi chiểu ngày 20.3.1415. Việc bỏ trốn này làm mọi người xôn xao, nhưng nhờ có thiện chí và tài khéo của hoàng đế Sigismund cùng nhiều vị giáo sĩ xuất sắc nên công đồng vẫn tiếp tục.
Sau một bài thuyết trình của Gerson, Công đồng chấp nhận thuyết "quyền tối thượng thuộc công đồng" là hợp với đạo lý của Giáo hội. 
Đến lúc này, Gregorius XII mới cử hồng y Giovani Domenici cả công tước Caroli Malatesta đến dự công đồng từ phiên họp 14 (4.7.1415) và tuyên bố thoái vị.
Ông từ trần sau khi thoái vị được 2 năm, thọ 90 tuổi.

## Phong trào kháng cách
Trong bối cảnh ba Giáo hoàng, Jean Hus không coi Giáo hội cơ chế là Giáo hội thực. Bị kết án, nhưng ông vẫn được dân Tiệp Khắc ủng hộ. Jean Hus mạnh dạn đến công đồng Constancia, chứng minh ý kiến mình có căn bản Tin Mừng.
Bị bắt giam, ông viết thư tự nhận mình tử đạo cho chân lý. Cuộc hành trình Jean Hus gây ra nội chiến nhiều thập niên, vì ngay khi đó, 450 lãnh chúa viết thư bênh vực ông là người chính thống về giáo lý. 